# Andrija Balajić
Andrija Balajić (Sinj, 22. kolovoza 1972.) bivši je hrvatski nogometni reprezentativac.
Veći dio svoje karijere proveo je u Varteksu, s kratkim periodima u Portugalu, Izraelu i Grčkoj, kao i kratko igrajući za splitski Hajduk u sezoni 2003./04. 
Statistika u Hajduku
| Natjecanje        | Nastupi | Zgoditci |
| ----------------- | ------- | -------- |
| Prvenstvo         | 7       | 0        |
| Kup               | 2       | 0        |
| Superkup          | 0       | 0        |
| Međunarodne       | 4       | 0        |
| Splitski podsavez | 0       | 0        |
| Ukupno            | 13      | 0        |
| Prijateljske      | 8       | 2        |
| Sveukupno         | 21      | 2        |

Balajić ima i tri nastupa za Hrvatsku, a debitirao je 26. ožujka 1996. u prijateljskoj utakmici protiv Izraela.